# 德貞訴英國案
德貞訴英國案（英語：Dudgeon v United Kingdom）是歐洲人權法院的一起案件。該案件裁決聯合王國的《1885年刑事法律修訂法令》中的第11條違反《歐洲人權公約》，該條款旨在將英格蘭、威爾士及北愛爾蘭的男男性行為界定為刑事罪行。
德貞訴英國案的判決意義重大，其主要表現在：
1. 這是在歐洲人權法院成立前首起將男同性戀成功定罪的刑事案件；
2. 該案例導致北愛爾蘭的1982年立法，使得該地區的男同性戀法律與蘇格蘭（1980年以後）、英格蘭及威爾士（1967年以後）保持一致；
3. 在瑪麗·羅賓遜於歐洲人權法院審理的另一起案件“諾里斯訴愛爾蘭案”中，該案作為引子被加入並導致對《1885年刑法修正案》在愛爾蘭共和國適用性的質疑；
4. 作為判例，該案引致歐洲委員會要求所有歐洲聯盟成員國不得將男同性戀者或女同性戀者的同性性行為界定為犯罪。

## 案件事實
傑夫·德貞（Jeff Dudgeon）是英國北愛爾蘭貝爾法斯特的一名航海文員和同性戀活動家，當時他被皇家阿爾斯特警察審訊並詢問了他的性行為。德貞於1975年向歐洲人權委員會提出申訴，該委員會在1979年舉行聽證會後宣佈歐洲人權法院可以受理他的申訴。1981年4月，由19名法官組成的完整小組舉行了法院審訊聽證會。
傑夫·德貞的案件由大律師安東尼·吉福德爵士、特里·蒙亞德（Terry Munyard）與事務律師保羅·克蘭（Paul Crane）代理。

## 案件審理
1981年10月22日，歐洲人權法院認可了歐洲人權委員會的意見，即北愛爾蘭將成年人之間經雙方同意的同性性行為定為刑事犯罪的做法違反了《歐洲人權公約》第八條。該條規定“每個人都有權力尊重他人的隱私和家庭生活、他的家庭和通信。公共當局不得干涉這項權力的行使，除非是依法和民主社會所必需的原因……為了保護健康或道德。”依據該條款，法院以“15:4”做出了對傑夫·德貞有利的裁決。
它表示“根據北愛爾蘭法律對德貞先生施加的限制，由於其廣泛性和絕對性，除了規定的可能處罰的嚴厲程度之外，與尋求實現的目標不相稱。”然而，該裁決也繼續表示，“這應該由各國自行決定……與此類行為有關的同意年齡的任何適當延長。”

## 延伸閱讀
- Micheal T McLoughlin. . Murdoch University Electronic Journal of Law. 1996-12, 3 (4)  [2021-09-30]. （原始内容存档于2012-04-05） （英语）.

- Michael Goldhaber. . . Rutgers University Press. 2008. ISBN 9780813544618 （英语）.

- Doug Ford. . Deena Hurwitz; Margaret L. Satterthwaite  (编). . Foundation Press. 2009. ISBN 9781599411996 （英语）.

## 外部連結
- 德貞訴聯合王國案 （页面存档备份，存于）在歐洲人權法庭門戶網站上（英文）